# Gnathanodon speciosus
Gnathanodon speciosus är en fiskart som först beskrevs av Forsskål, 1775.  Gnathanodon speciosus ingår i släktet Gnathanodon och familjen taggmakrillfiskar. Inga underarter finns listade i Catalogue of Life.